# Ephedra
Ephedra este un gen de plante din familia Ephedraceae.

## Legături externe
- „Ephedra” în Dicționar dendrofloricol la DEX online